# Gabriël Konstantinovitsj van Rusland
Gabriël Konstantinovitsj Romanov (Russisch: Гавриил Константинович Романов) (Pavlovsk, Rusland, 15 juli 1887 – Parijs, Frankrijk, 28 februari 1955), prins van Rusland, was de tweede zoon van grootvorst Constantijn Konstantinovitsj van Rusland en grootvorstin Elisabeth Mavrikievna Romanov. Hij was een achterkleinzoon van tsaar Nicolaas I van Rusland.

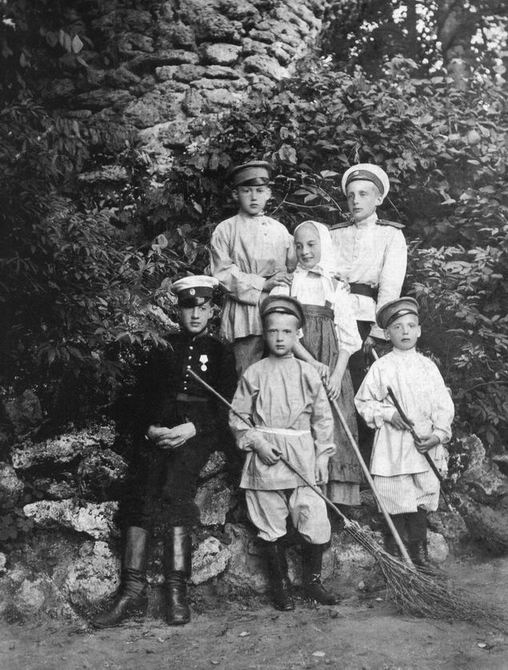
Prins Gabriël met zijn broers en zus, alleen George en Vera staan niet op de foto, want die waren nog niet geboren

## Russische Revolutie
Na de Russische Revolutie in 1917, waarbij de monarchie in Rusland werd afgeschaft, trouwde prins Gabriël morganatisch op 9 april te Sint-Petersburg met zijn minnares, de oud-ballerina Antonia Nesterovskaya. Gabriël werd niet lang na de Revolutie gevangengenomen door de Bolsjewieken. Zijn echtgenote wist haar connecties te gebruiken om hem vrij te krijgen. Ze was namelijk bevriend met Maksim Gorki, die met Lenin onderhandelde voor Gabriëls vrijkomst. Nadat hij werd vrijgelaten, bleef het paar nog kort in Petrograd, de nieuwe naam van Sint-Petersburg. Daarna vluchtten ze naar Parijs, Frankrijk. 
Veel familieleden hadden niet zoveel geluk: drie van zijn broers (Ivan, Constantijn en Igor) werden door de Bolsjewieken vermoord, evenals nog een aantal andere familieleden.

## Ballingschap
Tijdens zijn ballingschap steunde hij grootvorst Cyril Vladimirovitsj, die zichzelf tot tsaar in ballingschap had uitgeroepen. Cyril gaf Gabriëls echtgenote vervolgens de adellijke titel “Prinses Romanovskaya-Strelninskaya”, Gabriël zelf kreeg de titel “Groothertog van Rusland” van Cyrils zoon, grootvorst Vladimir Cyrilovitsj. De wettigheid hiervan is natuurlijk niet vast te stellen, omdat Cyril en Vladimir nooit als tsaren in ballingschap zijn erkend.
Gabriëls echtgenote stierf op 7 april 1950. Een jaar later hertrouwde hij met prinses Irina Ivanovna Kurakina, een verbannen lid van de Russische adel. Gabriël stierf in 1955, hij was kinderloos.